# Adrian Rawlins
Adrian John Rawlins, angleški igralec * 27. marec 1958, Stoke-on-Trent, Starffhorside, Anglija                                                                                                                                                         
Rawlins je najbolj znan po igranju Arthurja Kidda v filmu Ženska v črnem in Jamesa Potterja v filmih o Harryju Potterju in Nikolaja Fomina v miniseriji Černobil.

## Kariera
Rawlins je nastopil in igral v več filmih, med drugim Wilbur se želi ubiti, igral pa je tudi osrednjo vlogo v filmski seriji Harry Potter kot oče Harryja Potterja, James Potter.
V gledališču je nastopil v Njena gola koža (2008, Narodno gledališče). Igral je Richarda Collingswortha v serijski različici filma The Ginger Tree leta 1989, nasproti Samanthe Bond. Igral je tudi v filmu Ženska v črnem, ki je bil narejen za televizijo in je bil predvajan na božič 1989. Leta 2019 je Rawlins igral v miniseriji Černobil, kjer je upodobil glavnega inženirja jedrske elektrarne Černobil, Nikolaja Fomina. 
Od leta 2014 je prostovoljec v East Riding Theatre v East Riding of Yorkshire, leta 2015 pa je postal umetniški direktor.